# Danza sōran

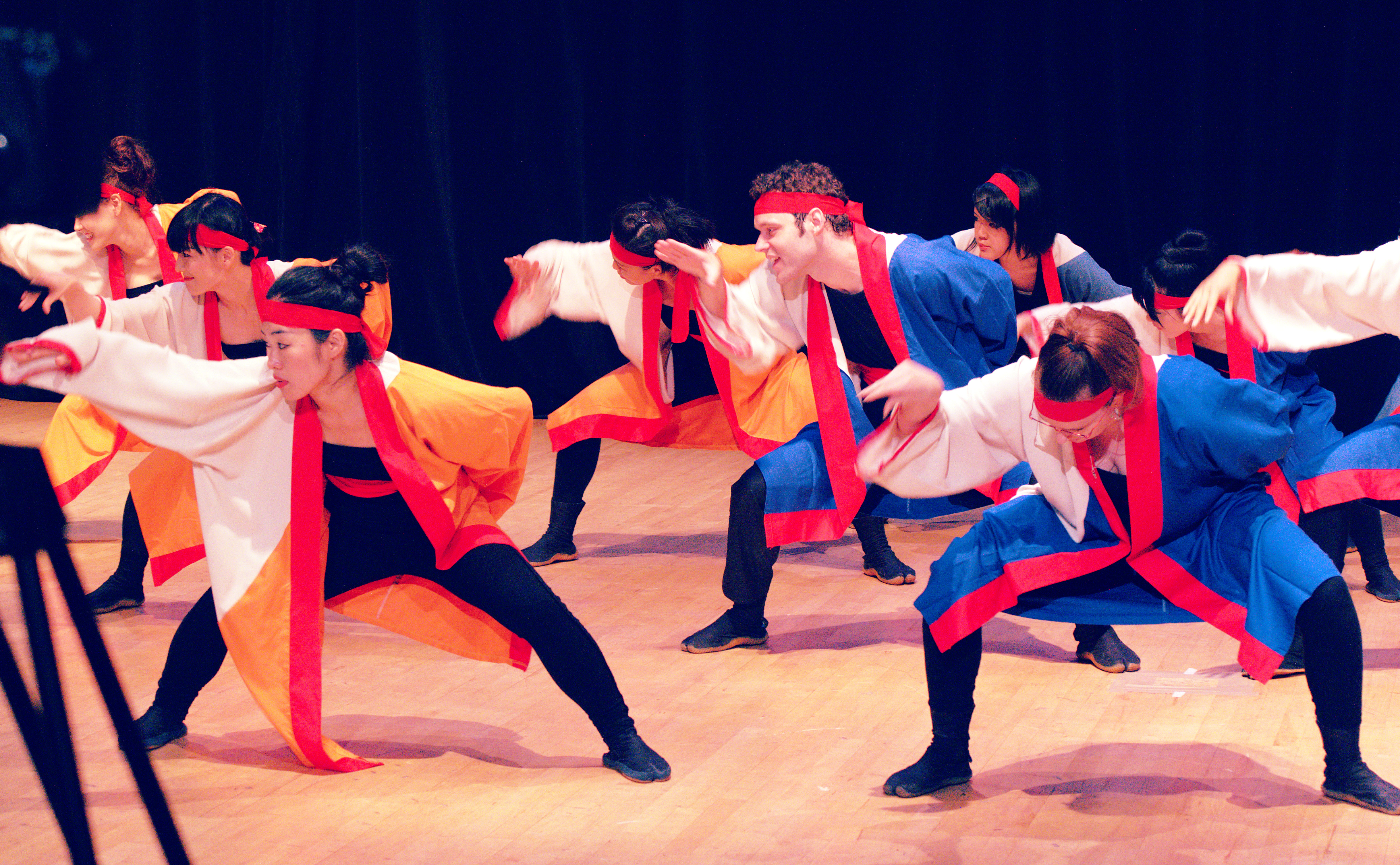
Un'esecuzione della danza sōran

La danza sōran (ソーラン節?, sōran-bushi) è una delle danze min'yō tradizionali più famose del Giappone. È un canto marinaresco che si dice sia stato cantato per la prima volta dai pescatori dello Hokkaidō.